# La Fosse aux loups
Pour plus de détails, voir Fiche technique et Distribution.
La Fosse aux loups (en kirghize : Бөрү зындан, Volchya yama) est un film policier soviétique réalisé par Bolotbek Chamchiev en 1983.

## Fiche technique
- Titre français : La Fosse aux loups[1]
- Titre original : Волчья яма
- Réalisation : Bolotbek Chamchiev
- Scénario : Bolotbek Chamchiev, Erkan Abishev
- Photographie : Manas Musayev (ru)
- Son : Nikolaï Chary
- Direction artistique : Djoldojbek Kasymaliev, Erkin Saliev
- Compositeur : Viktor Lebedev (ru)
- Musique : Orchestre symphonique d'État de l'URSS pour l'art cinématographique
- Chef d'orchestre : Aleksandr Petoukhov (ru)
- Production : Kirghizfilm
- Pays de production :  Union soviétique
- Langue original : russe
- Format : 35 mm
- Genre : film policier
- Durée : 146 minutes
- Date de sortie : 1983

## Distribution
- Talgat Nigmatulin : Samat Kassymov (voix : Youri Demitch (ru))
- Nikolaï Krioukov : général Nikolaï Timofeïev
- Kenenbai Kozhabekov (ru) : Mussa Sharipov (voix : Armen Djigarkhanian)
- Suimenkul Chokmorov : colonel Turabaev
- Aleksandr Milioutine (uk) : capitaine Balukov
- Viktor Mirochnitchenko (ru) : Khripaty
- Tokhtakhun Bakhtybaev (ru) : Saïd-Lagman
- Venera Nigmatulina (ru) : Maryam
- Musa Doudaïev : épisode